# Tillandsia hammeri
Tillandsia hammeri là một loài thuộc chi Tillandsia. Đây là loài đặc hữu của México.